# 김용환 (축구 선수)
김용환(한국 한자: 金容奐, 1993년 5월 25일 ~ )은 대한민국의 축구선수이다.